# Stat multinațional

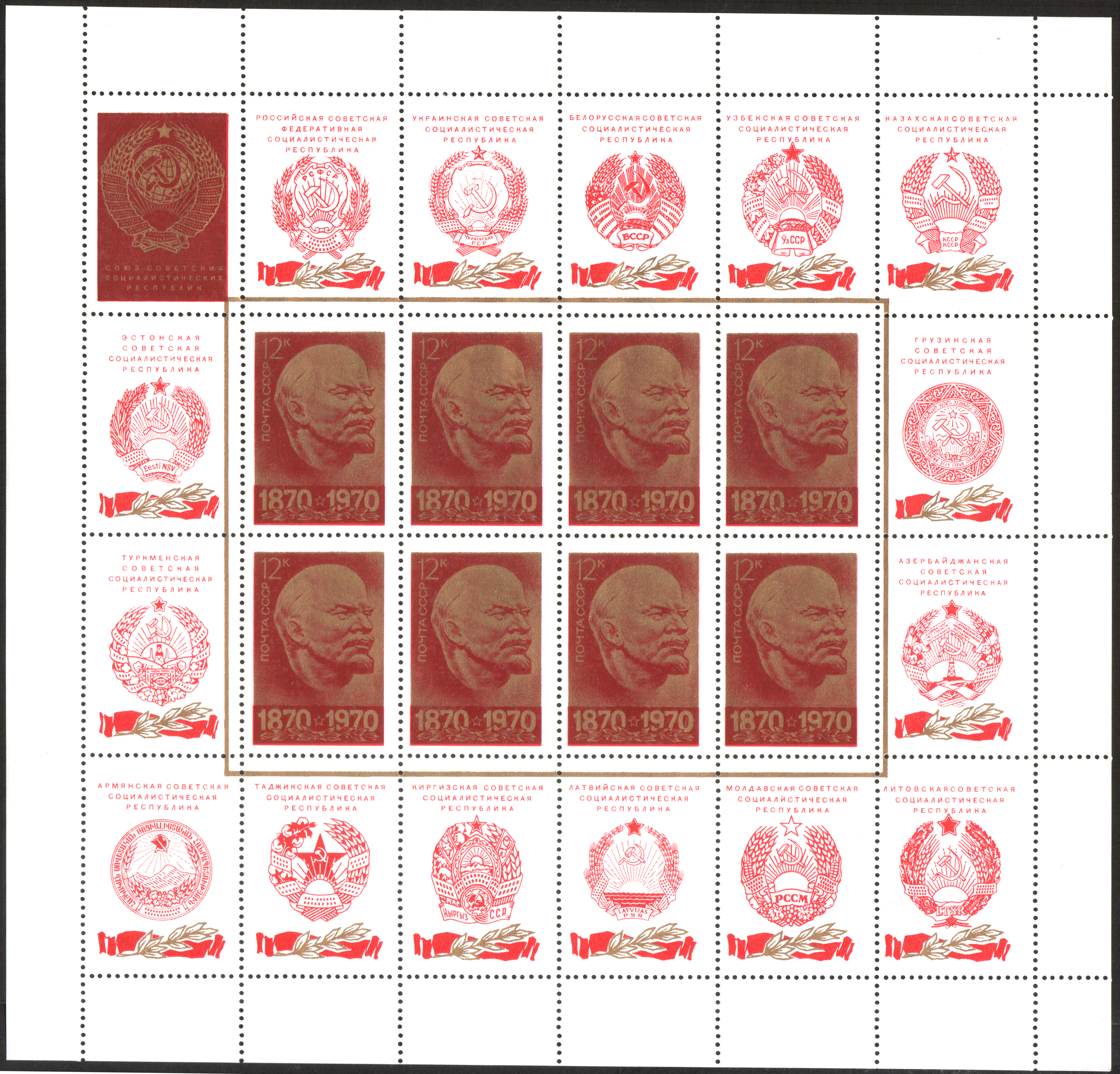
Ștampilă URSS: Lenin (portret în basorelief - desenul lui N. Andreyev) împreună cu 16 sigle. Considerat fondatorul primului stat multinațional. Seria: Centenarul nașterii lui Vladimir Lenin (1870-1924).

Statul multinațional (sau, după Hannah Arendt, Nationalitätenstaat — statul naționalităților) este o denumire descriptivă a celor mai multe state istorice, pe ale căror teritorii se întindeau atât spațiile culturale cât și spațiile lingvistice ale mai multor popoare și etnii (naționalități). Prin urmare, statul multinațional nu este omogen din punct de vedere etnic și e diferit de statul uninațional / statul național, care constă (cu precădere) doar dintr-un singur popor (naționalitate). 